# 九偉人

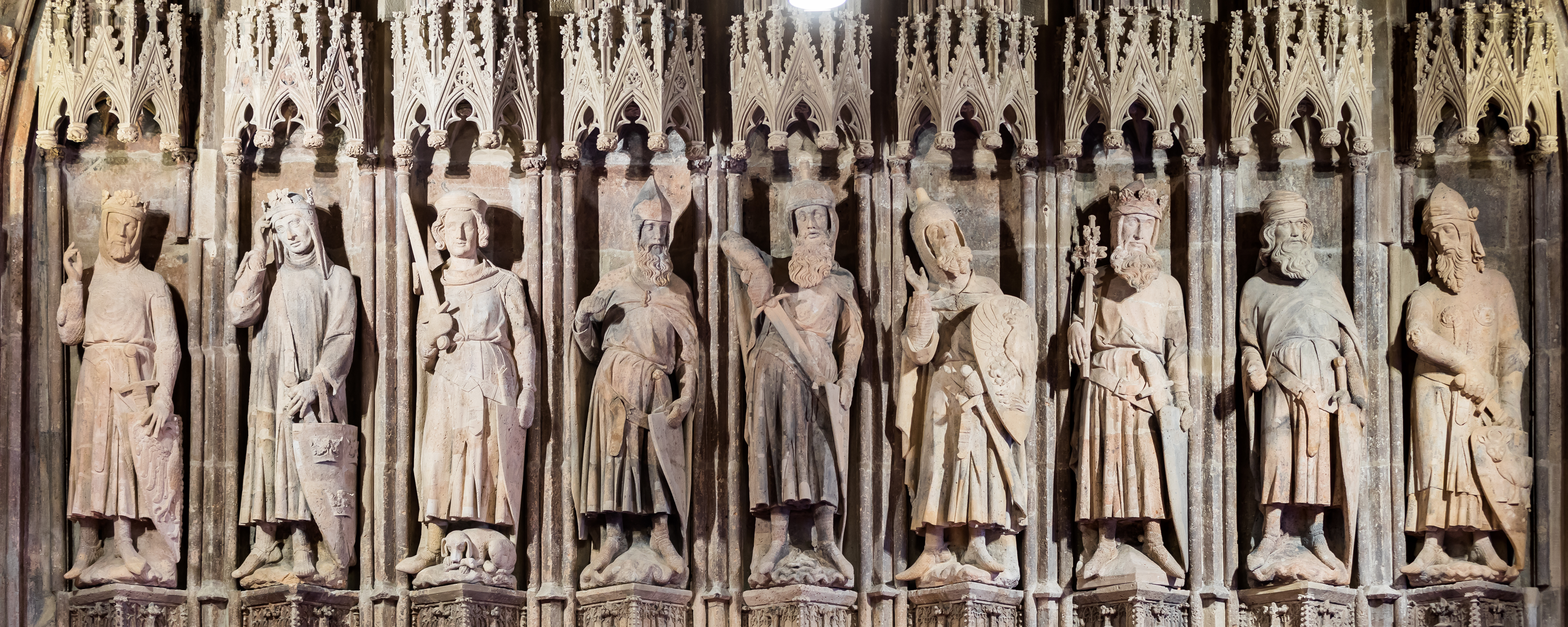
最古のものとされる九大偉人の彫刻、ケルンの旧市役所.

九偉人（フランス語: Les Neuf Preux、英語: Nine Worthies）とは、歴史上、あるいは聖書、神話、伝説に登場する英雄のうち、中世ヨーロッパにおいて騎士道を体現する偉大な人物として信じられていた9人の英雄のことである。

## 概要

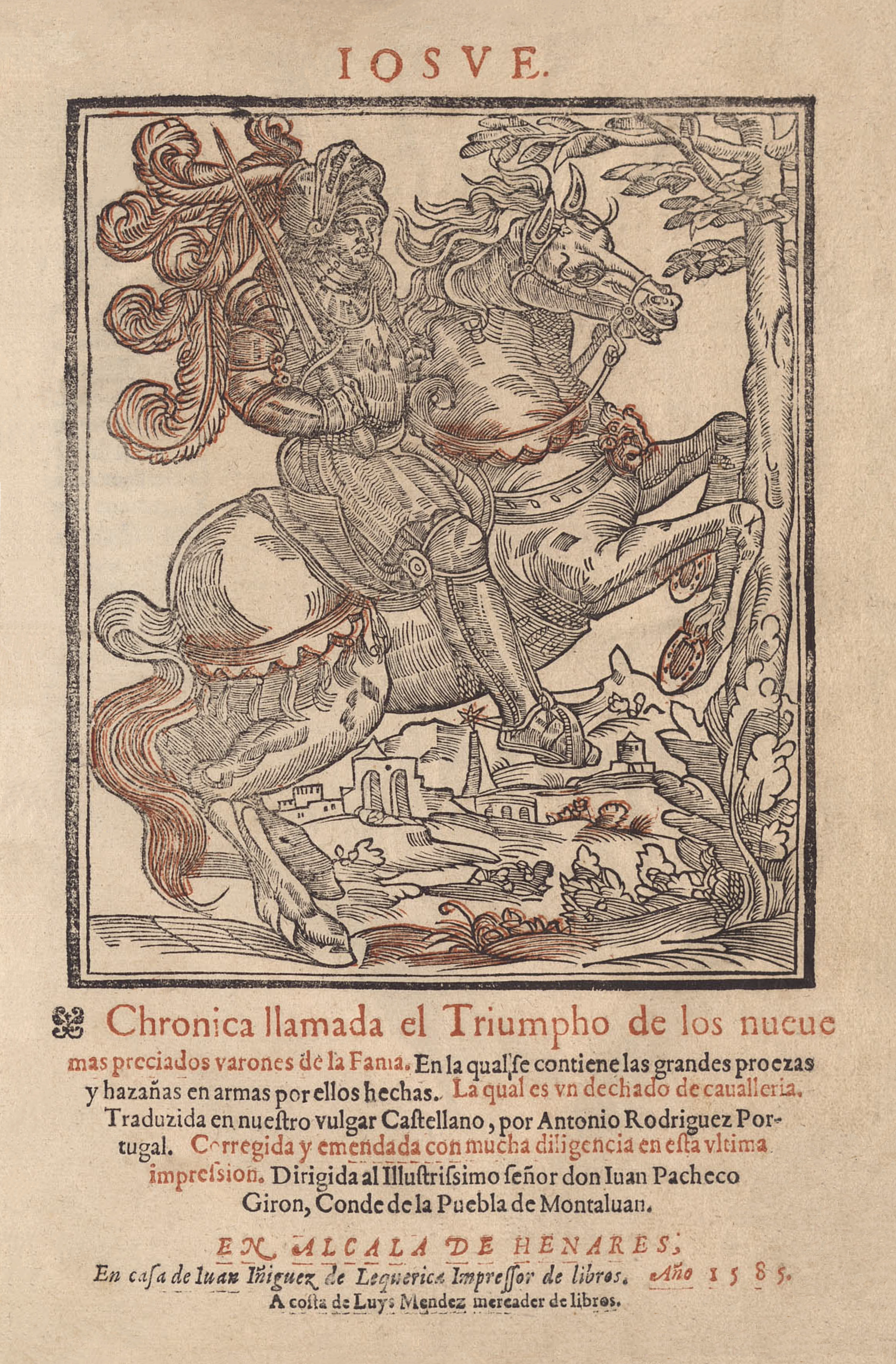
九偉人 (Alcalá de Henares, 1585).

九偉人が初めて記されたのは14世紀初期、ジャック・ド・ロンギオンの著書である。9人の英雄はキリスト教以前、旧約聖書の時代、キリスト教徒の3人組みに分けられ、それぞれの分野での騎士・戦士の理想像として考えられた。九大偉人の選定はたちまち中世ヨーロッパの文学、芸術の分野で共通のテーマとなり、やがて不動の知名度を獲得した。
9人の偉人は全員が優れた武人であり、ヘクトールと（議論のあるところだが）アーサー王を除く全員が征服者である。また、ほとんどが王あるいは皇帝など貴族の出身であることも特徴である。彼らは母国に栄光と名誉をもたらし、その武勇は記録に残された。彼らの突出した活躍は歴史的な文献と結びつき、騎士道精神の模範となった。マロリーの『アーサー王の死』を出版したウィリアム・キャクストンなどもアーサー王について語る際、九大偉人について言及している。
ニューヨークのメトロポリタン美術館は九偉人を描写した15世紀初期のタペストリーの断片をいくつか展示している。また、九大偉人はルネサンス期の仮面劇でも人気の演目になっていた。また、トランプの絵札についても、この9人の中から相当の人間が選ばれている（詳しくはトランプを参照）。
一方で、男性英雄については固定されていたが、この亜種である女性英雄については流動的でときたま追加、変更が加えられている。

## 人物
- 異教徒の偉人
  - ヘクトール - ギリシア神話に登場するトロイアの王子。叙事詩『イーリアス』で活躍。
  - アレクサンドロス大王 - マケドニア王国の大王。東方遠征により大帝国を作り上げる。
  - カエサル - 共和政ローマの武将、政治家。のち、「カエサル」は「皇帝」の語源となる
- 『旧約聖書』の時代、ユダヤ人の偉人
  - ヨシュア - 「ヨシュア記」に登場。モーゼの後継者としてユダヤ人を指導し、カナンを征服した。
  - ダビデ - 「サムエル記」「列王記」に登場。ユダヤ人の歴史上、2番目の王とされる。
  - ユダ・マカバイ - 旧約聖書の外典、「マカバイ記」に登場。ユダヤ人の独立のため戦った民族的英雄。
- キリスト教徒の時代
  - アーサー王 - 5世紀ごろ存在したとされる王。伝説上はキリスト教徒だが、モデルとなった人物はおそらくドルイド教徒。もしくはローマ帝国の指揮官(百人隊長と思われる)。この場合、キリスト教徒であった可能性は高い。
  - シャルルマーニュ（カール大帝） - 8世紀ごろのフランク王国の国王。版図を広げ、ついにはローマ皇帝になる。
  - ゴドフロワ・ド・ブイヨン - 第一回十字軍に従軍した騎士。生前も英雄だったが、死後には伝説化する。